# Castiarina vallisii
Castiarina vallisii es una especie de escarabajo del género Castiarina, familia Buprestidae. Fue descrita científicamente por Deuquet en 1964.